# Смит, Вивиан
Вивиан Джойс Смит (урожд. Барроумэн; англ. Vivian Joyce Smith, род. 15 сентября 1951, Окленд) — новозеландская шахматистка и шахматный функционер, мастер ФИДЕ среди женщин (2008).

## Биография
Десятикратная чемпионка Новой Зеландии: 1982, 1992 / 93, 1994, 1995, 1998, 1999, 2000, 2002, 2003, 2004 гг.
Чемпионка Новой Зеландии среди ветеранов 2007 года.
Многократная участница чемпионатов Океании. Чемпионка Океании среди ветеранов 2010, 2011 и 2014 гг.
В составе сборной Новой Зеландии участница пятнадцати шахматных олимпиад (с 1978 по 2010 гг.). На 11-й олимпиаде (1984) в г. Салоники, выступая на 3-й доске, выиграла бронзовую медаль в индивидуальном зачёте.
В 2001—2007 гг. руководила Комитетом по женским шахматам и Комитетом по юношеским шахматам Новозеландской шахматной федерации.
Имеет степень бакалавра искусств по истории. Работала в авиакомпании «Air New Zealand», шахматным тренером в школах.
Вышла на пенсию в 2010 г. Постоянно проживает в Маунт-Мангануи, пригороде города Тауранга.

## Награда
В 2013 г. была награждена новозеландским Орденом Заслуг за работу в области шахмат. Согласно статуту ордена, имеет класс члена ордена (MNZM).

## Семья
С 1984 г. замужем за мастером ФИДЕ Р. У. Смитом. Есть трое детей.

## Изменения рейтинга
| Графики недоступны из-за технических проблем. См. информацию на Фабрикаторе и на mediawiki.org. |